# Груп Делез
„Груп Делез“ (на френски: Groupe Delhaize) е белгийска верига супермаркети с международна дейност със седалище в Андерлехт.
Основана е през 1867 година от Луи Делез и е едно от първите предприятия с такава дейност. Днес „Груп Делез“ има обем на продажбите 22,7 милиарда евро (2012), като основната ѝ дейност е концентрирана в Европейския съюз, Съединените щати и Югоизточна Азия. През 2013 година веригата включва над 3 500 магазина, повечето от които оперират под марката „Делез“.